# 53. BAFTA-gála
Az 53. BAFTA-gálát 2000. április 9-én tartották, melynek keretében a Brit film- és televíziós akadémia az 1999. év legjobb filmjeit és alkotóit díjazta.

## Díjazottak és jelöltek
(a díjazottak félkövérrel vannak jelölve)

### Legjobb film
Amerikai szépség
- A Kelet az Kelet
- Egy kapcsolat vége
- Hatodik érzék
- A tehetséges Mr. Ripley

### Alexander Korda-díj az év kiemelkedő brit filmjének
A Kelet az Kelet
- Sztárom a párom
- Anyegin
- Patkányfogó
- Tingli-tangli
- Drogtanya

### Legjobb nem angol nyelvű film
Mindent anyámról (Todo sobre mi madre) • Spanyolország/Franciaország
- Buena Vista Social Club • Kuba
- Születésnap (Festen) • Dánia
- A lé meg a Lola (Lola rennt) • Németország

### David Lean-díj a legjobb rendezésért
Pedro Almodóvar - Mindent anyámról
- Neil Jordan - Egy kapcsolat vége
- Sam Mendes - Amerikai szépség
- Anthony Minghella - A tehetséges Mr. Ripley
- M. Night Shyamalan - Hatodik érzék

### Legjobb főszereplő
Kevin Spacey - Amerikai szépség
- Jim Broadbent - Tingli-tangli
- Russell Crowe - A bennfentes
- Ralph Fiennes - Egy kapcsolat vége
- Om Puri - A Kelet az Kelet

### Legjobb női főszereplő
Annette Bening - Amerikai szépség
- Linda Bassett - A Kelet az Kelet
- Julianne Moore - Egy kapcsolat vége
- Emily Watson - Angyal a lépcsőn

### Legjobb férfi mellékszereplő
Jude Law - A tehetséges Mr. Ripley
- Wes Bentley - Amerikai szépség
- Michael Caine - Árvák hercege
- Rhys Ifans - Sztárom a párom
- Timothy Spall - Tingli-tangli

### Legjobb női mellékszereplő
Maggie Smith - Tea Mussolinivel
- Thora Birch - Amerikai szépség
- Cate Blanchett - A tehetséges Mr. Ripley
- Cameron Diaz - A John Malkovich menet
- Mena Suvari - Amerikai szépség

### Legjobb adaptált forgatókönyv
Egy kapcsolat vége - Neil Jordan
- A Kelet az Kelet - Ayub Khan-Din
- Az eszményi férj - Oliver Parker
- A tehetséges Mr. Ripley - Anthony Minghella

### Legjobb eredeti forgatókönyv
A John Malkovich menet - Charlie Kaufman
- Amerikai szépség - Alan Ball
- Hatodik érzék - M. Night Shyamalan
- Mindent anyámról - Pedro Almodóvar
- Tingli-tangli - Mike Leigh

### Legjobb operatőri munka
Amerikai szépség
- Angyal a lépcsőn
- Egy kapcsolat vége
- Mátrix
- A tehetséges Mr. Ripley

### Legjobb jelmez
Sleepy Hollow legendája
- Egy kapcsolat vége
- Az eszményi férj
- Tea Mussolinivel

### Legjobb vágás
Amerikai szépség
- A John Malkovich menet
- Mátrix
- Hatodik érzék

### Legjobb smink
Tingli-tangli
- Amerikai szépség
- Egy kapcsolat vége
- Az eszményi férj

### Anthony Asquith-díj a legjobb filmzenének
Amerikai szépség - Thomas Newman
- Buena Vista Social Club - Ry Cooder és Nick Gold
- Egy kapcsolat vége - Michael Nyman
- A tehetséges Mr. Ripley - Gabriel Yared

### Legjobb díszlet
Sleepy Hollow legendája
- Amerikai szépség
- Angyal a lépcsőn
- Egy kapcsolat vége
- Mátrix

### Legjobb hang
Mátrix
- Amerikai szépség
- Buena Vista Social Club
- Csillagok háborúja I: Baljós árnyak

### Legjobb vizuális effektek
Mátrix
- Egy bogár élete
- A múmia
- Sleepy Hollow legendája
- Csillagok háborúja I: Baljós árnyak